# Museu Memorial Andrejs Upīts
El Museu Memorial Andrejs Upīts (en letó: Andreja Upīša memoriālais muzejs) és un museu a Riga, Letònia. Fundat el 1972, està allotjat en l'apartament que va ser l'última casa de l'escriptor Andrejs Upīts des de 1951 al 1970. L'edifici va ser construït el 1911 segons el projecte de l'arquitecte E. Pole.